# Palazzo Torre
Il palazzo Torre è un edificio storico del centro di Napoli, ubicato in via Cisterna dell'Olio.

## Storia e descrizione
Questo palazzo venne certamente eretto nel XVI secolo, ma venne rifatto nel XVIII secolo, su commissione della famiglia Torre.
La facciata presenta tre piani originari, un cornicione ornamentale e, sopra quest'ultimo, due piani sopraelevati, il secondo dei quali non portato a termine. Al centro della sua base si apre il portale in piperno, il cui architrave è un tutt'uno con il soprastante balcone centrale del piano nobile.
Sul fondo del cortile, in asse rispetto all'ingresso, vi è una pregevole scala aperta che presenta per quattro livelli un grande arco ribassato che racchiude tre archi posteriori e le voltine dei rampanti.
Oggi è adibito ad abitazioni private.

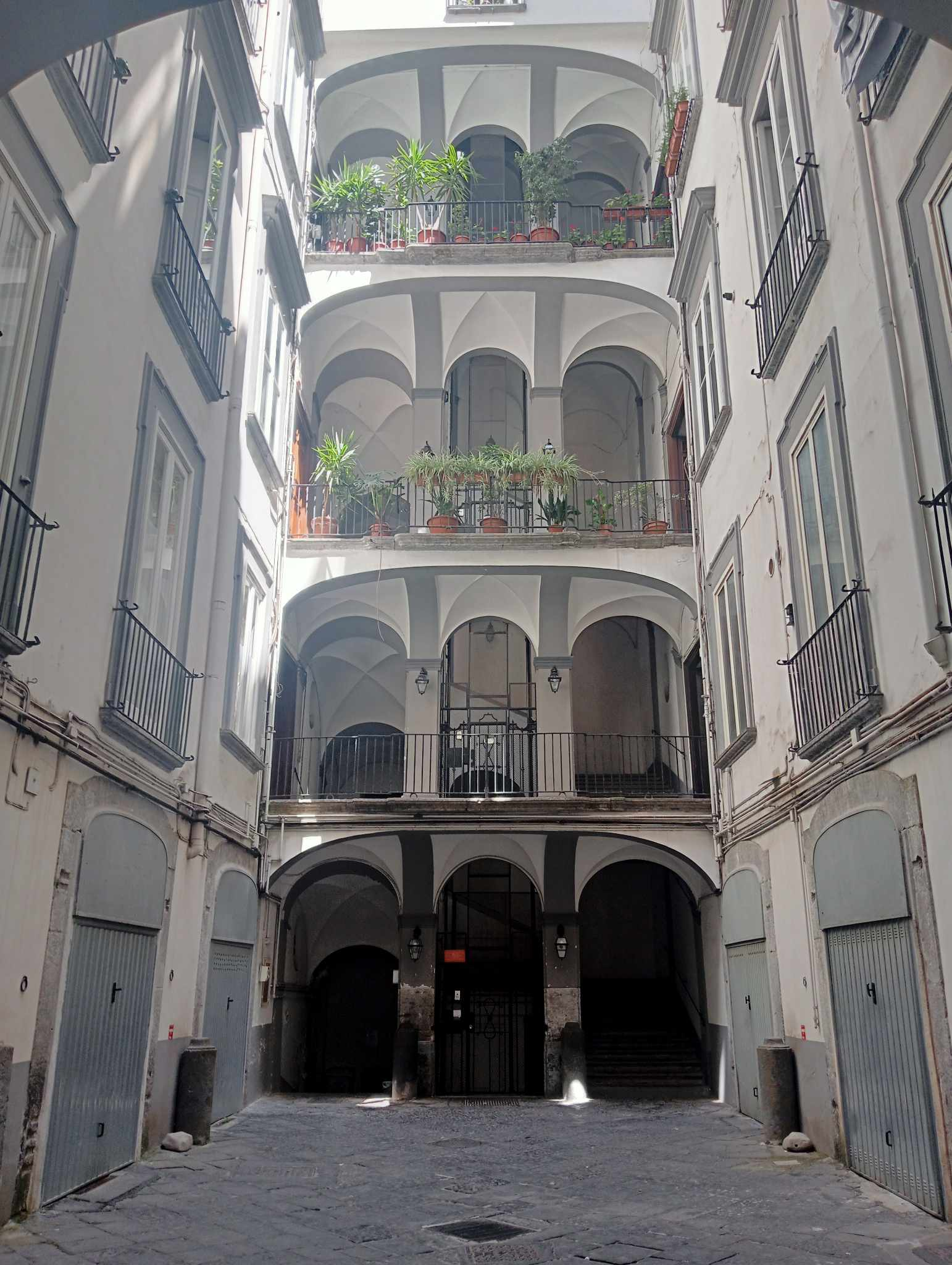
La scala aperta